# 越後三山
越後三山（えちごさんざん）は、新潟県南東部にある八海山 (1778m)・越後駒ヶ岳（2003m、魚沼駒ヶ岳とも呼ぶ）・中ノ岳 (2085m) の総称。三山全域が越後三山只見国定公園に指定されている。魚沼三山とも呼ばれる。

## 三山の概要
| 画像 | 名称                    | 標高 m         | 三角点 等級     | 中ノ岳との 距離 km    | 備考                        |
| ---- | ----------------------- | -------------- | --------------- | --------------------- | --------------------------- |
|      | 八海山                  | 1,778 (入道岳) | 三等 (薬師岳)   | 5.2 (中ノ岳-入道岳間) | 日本二百名山                |
|      | 越後駒ヶ岳 (魚沼駒ヶ岳) | 2,002.7        | 一等 (2,002.7m) | 4.3                   | 日本百名山 一等三角点百名山 |
|      | 中ノ岳                  | 2,085.1        | 三等            | 0                     | 日本二百名山                |

日本アルプス等の山岳に比べて標高はさほどではないが、変化のあるコース、迫力ある岩稜帯などが連続し、クライマーに人気がある。越後駒ヶ岳 - 中ノ岳 - 八海山をめぐる三山縦走コースもあるが、かなりの難路であり、中ノ岳と八海山の間には、大きく落ち込んだオカメノゾキの難所がある。縦走には最低でも1泊2日の行程を要し、途中に有人の山小屋などもないため、避難小屋の利用が必要となる。

## ギャラリー

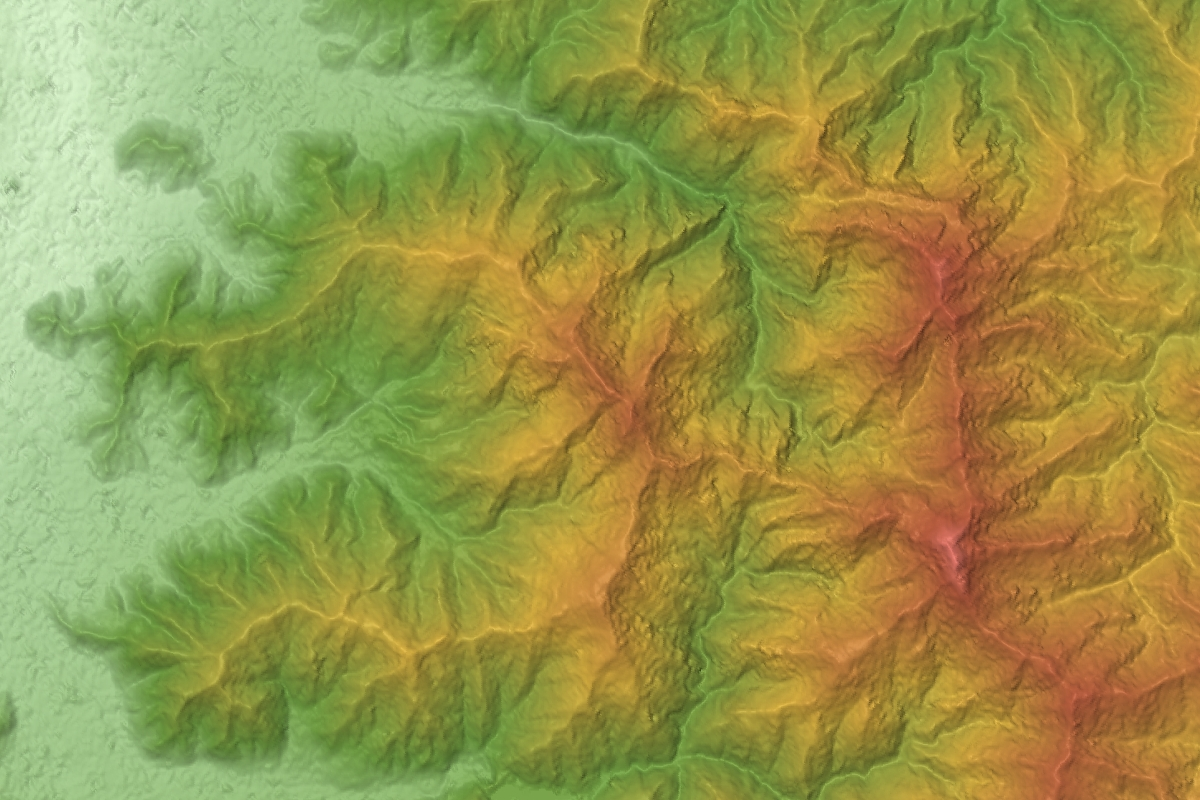
越後三山の地形図 八海山（中央）越後駒ヶ岳（右上）・中ノ岳（右下）
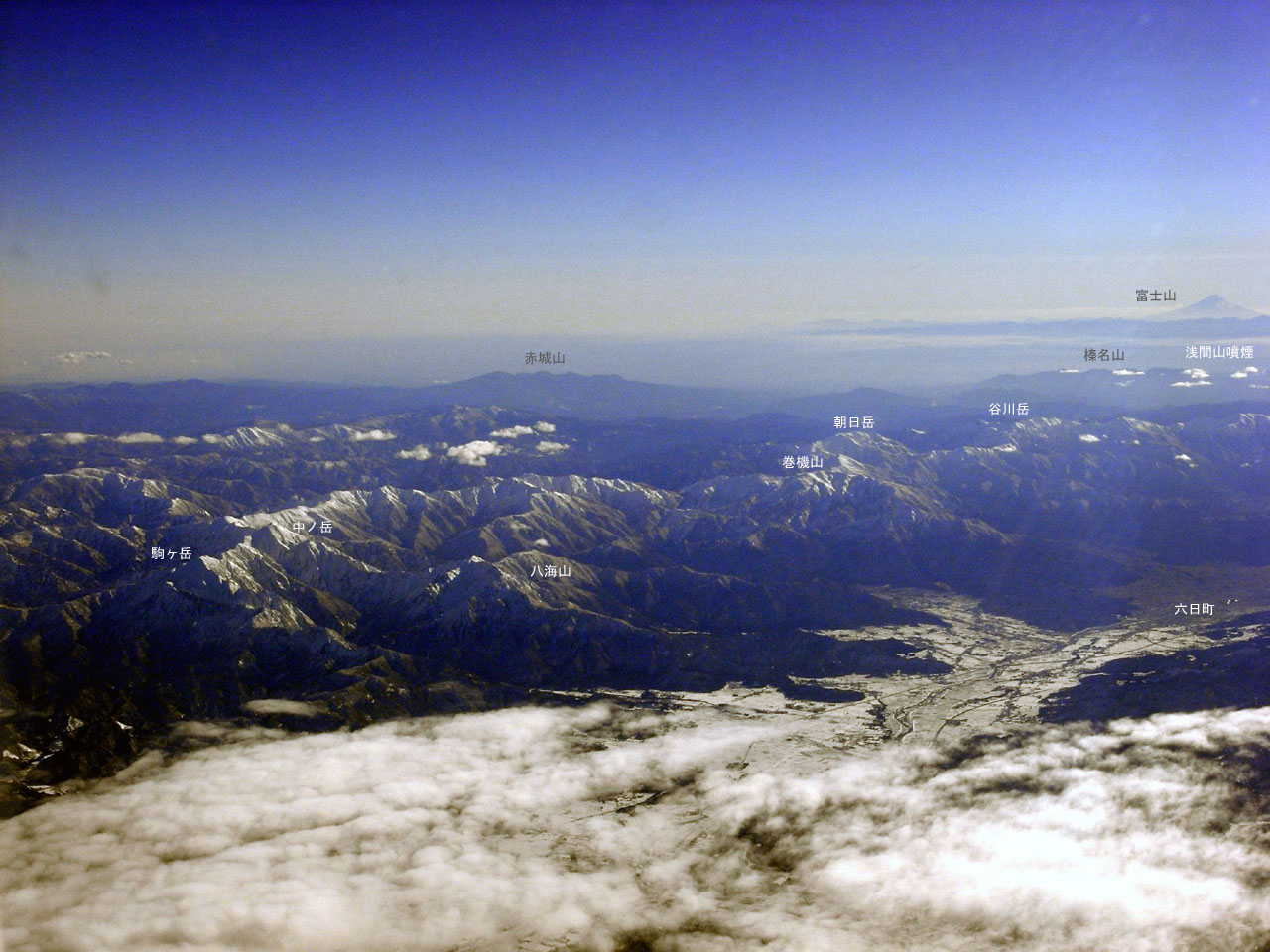
越後駒ヶ岳（左） 中ノ岳（中央） 八海山（右）
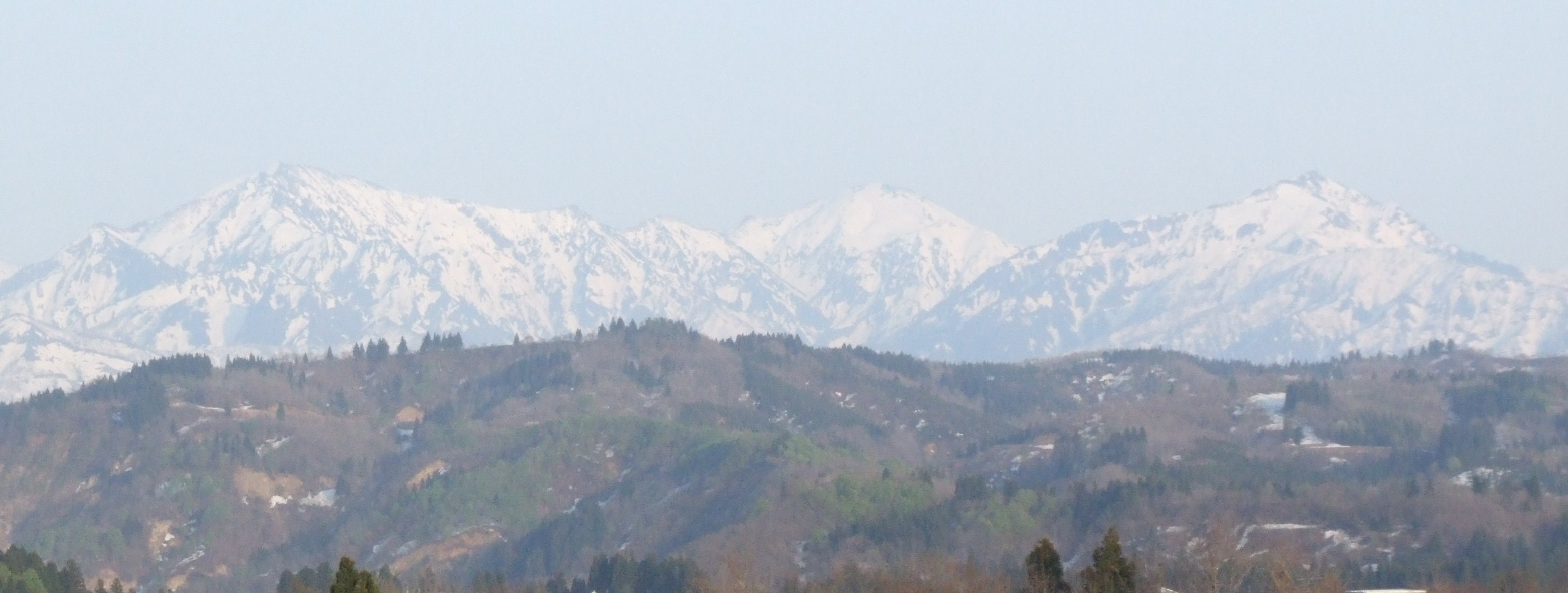
関越自動車道越後川口ICから望む越後三山。越後駒ヶ岳（左）・中ノ岳（中央）・八海山（右）
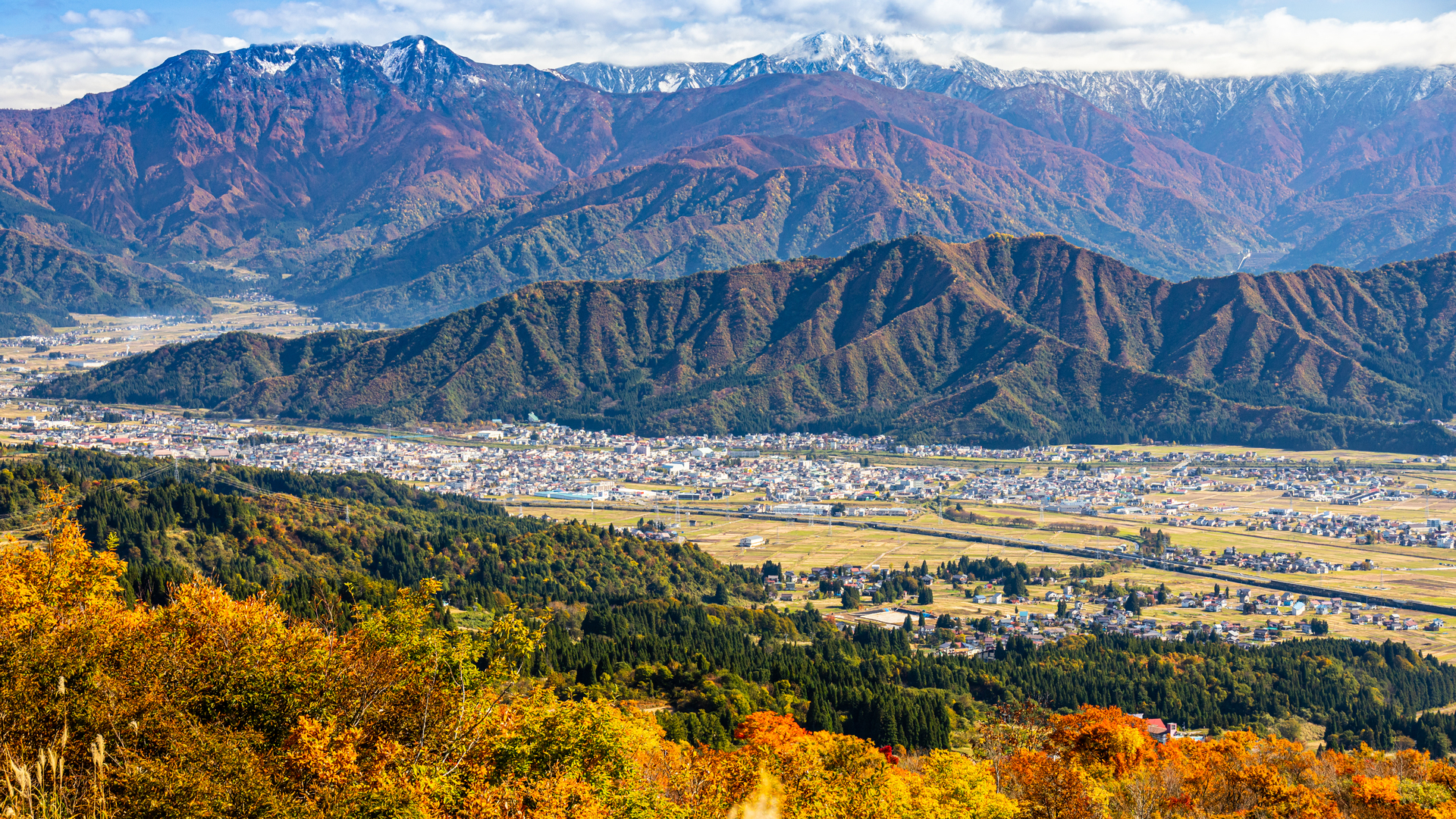
魚沼スカイラインから望む越後三山と魚沼盆地（2020年10月）